# Сан Феличе (Кремона)
Сан Феличе је насеље у Италији у округу Кремона, региону Ломбардија.
Према процени из 2011. у насељу је живело 1229 становника. Насеље се налази на надморској висини од 43 м.